# Anthidium manicatum
Пчела-шерстобит (лат. Anthidium manicatum) — вид перепончатокрылых насекомых из семейства мегахилид (Megachilidae).

## Распространение
Распространён в Европе, Азии и Северной Африке. Был интродуцирован из Европы в Северную Америку, поскольку является эффективным опылителем некоторых культур, в частности посевной люцерны (Medicago sativa). В Северной Америке особи данного вида впервые были отмечены в штате Нью-Йорк (США) в 1963 году и провинции Онтарио (Канада). Затем они распространились западнее до юга штата Мичиган. Также были отмечены в Южной Америке — Перу и юго-восточной Бразилии — и в Новой Зеландии.

## Описание
Длина тела самки 7,7—10,2 мм, ширина — 3,8—4,8 мм; длина переднего крыла 5,7—6,6 мм. Длина тела самцов 10,8—15,9 мм, ширина — 4—5,4 мм; длина переднего крыла 5,7—8,7 мм.
Имеют характерную черту — щёточку на брюшке, на которую самки собирают пыльцу, тогда как другие пчёлы собирают пыльцу на волоски задних ножек. Многие магехилиды обладают длинным хоботком, который позволяет им добывать нектар из цветков, непригодных для других пчёл из-за глубины венчика.

## Экология и местообитания
Шерстобиты относятся к одиночным пчёлами, они не образуют семей, но стараются держаться небольшими колониями.
Пчёлы посещают цветки различных семейств, в том числе акантовых, амарантовых, астровых, бурачниковых, толстянковых, бобовых, яснотковых, дербенниковых, мальвовых, подорожниковых и вербеновых. Они предпочитают синие и махровые цветки.

## Размножение и развитие
Самцы являются агрессивными территориальными насекомыми, прогоняющие не только самцов своего вида, но и даже пчёл других видов. Самки немного меньше и имеют более тусклые тона в окраске, чем самцы.
Большинство мегахилид поселяется в различных полостях, таких как полые стебли растений, полости между камнями, раковины моллюсков. Характерной особенностью пчелы-шерстобита является то, как она подготавливает гнездо для личинок. Найдя подходящую полость, пчела-шерстобит выстилает ячейки пухом, который соскабливает челюстями с подходящих сухих растений или с растений с опушёнными листьями (как на фото). В готовую ячейку самка складывает собранную пыльцу и откладывает туда яичко, а затем закупоривает ячейку плотным комочком пуха, пропитанным выделениями желёз.

## Галерея

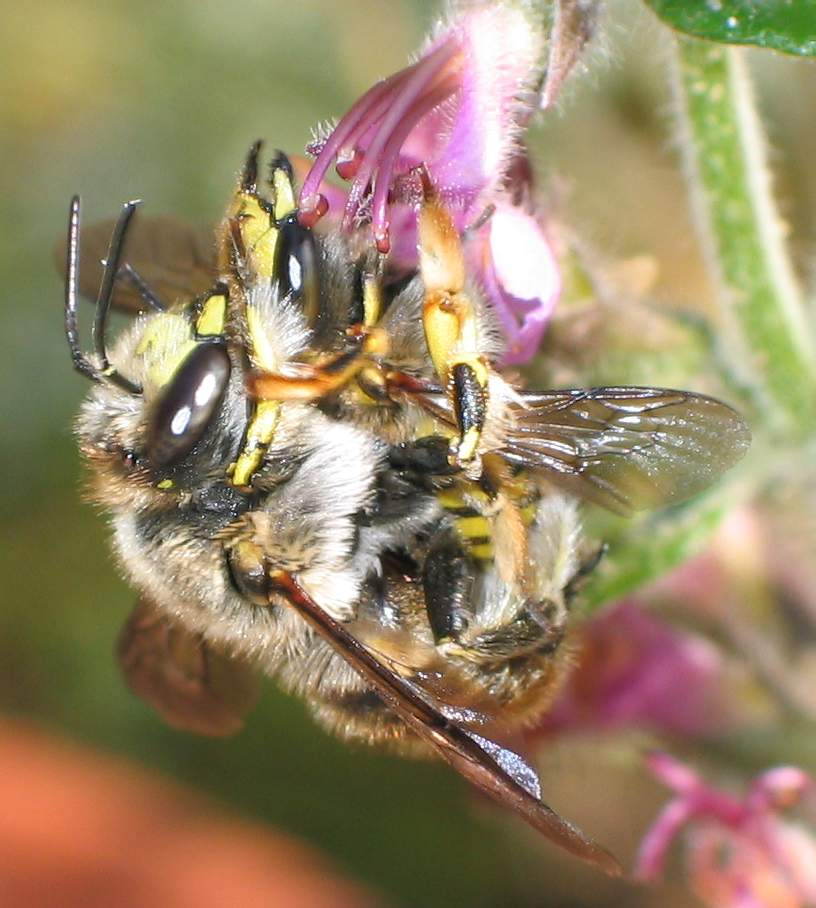
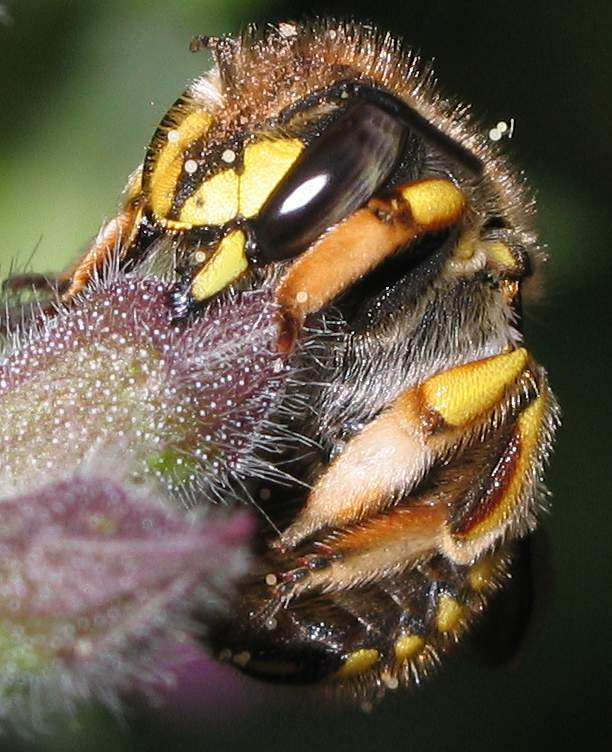
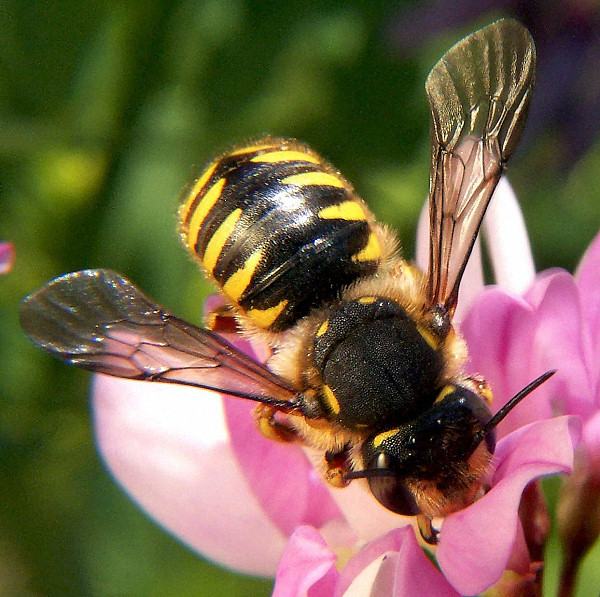
Самка
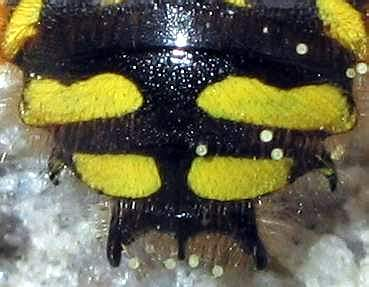
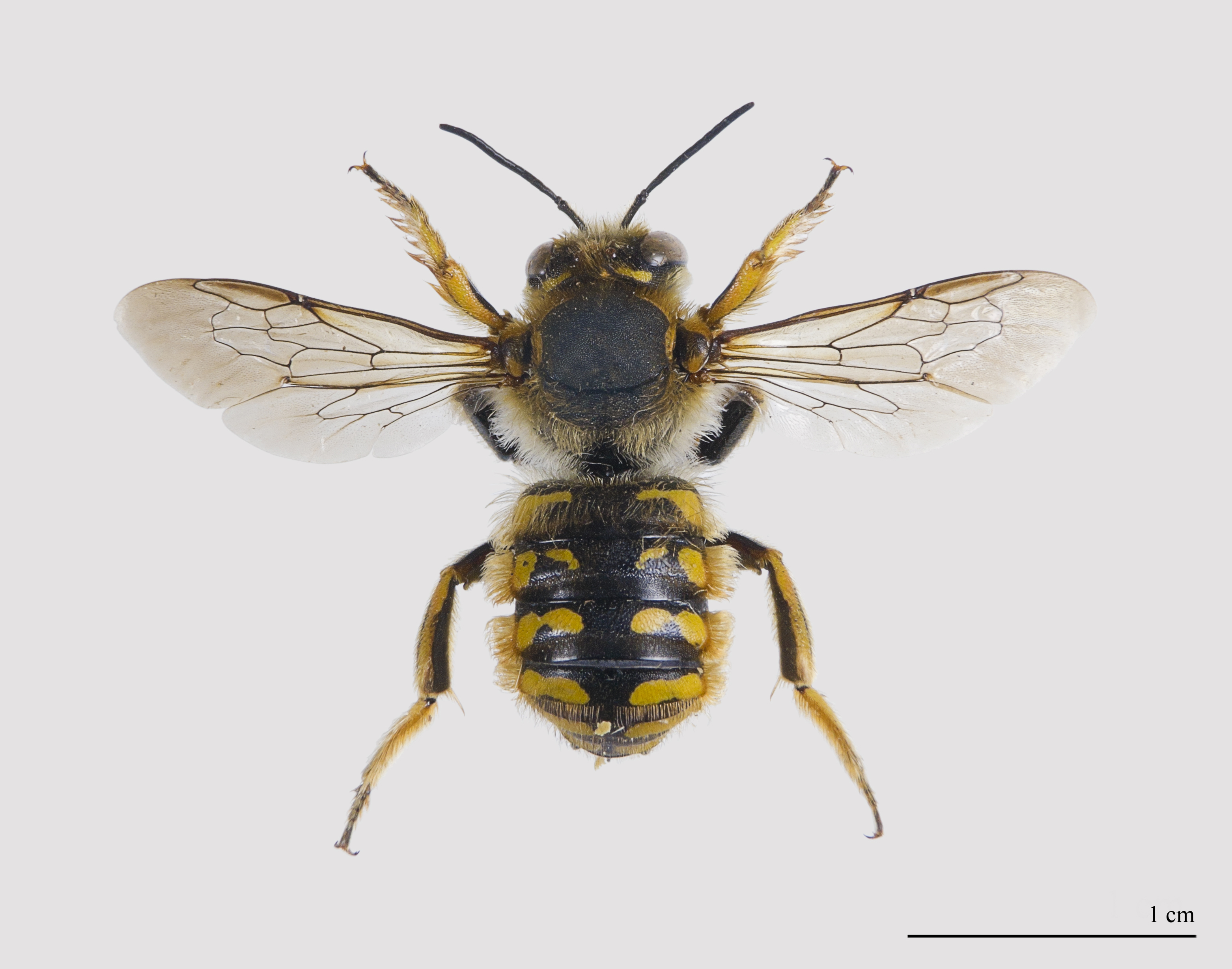
Музейный экземпляр